# Onthophagus brucei
Onthophagus brucei är en skalbaggsart som beskrevs av Reiche 1847. Onthophagus brucei ingår i släktet Onthophagus och familjen bladhorningar.

## Underarter
Arten delas in i följande underarter:
- O. b. njombeensis
- O. b. cyanostolus